# 大公主義
《大公主義》（拉丁語：Unitatis redintegratio）法令為梵蒂岡第二屆大公會議所發布的文獻之一，其正式名稱依照聖座文件的命名慣例取用其拉丁原文的首二個單詞來為該文件命名為「Unitatis Redintegratio」，中文直譯為重新合一。該文件為梵蒂岡第二屆大公會議為了表示天主教對於大公主義的立場與建議而發布，也以較為寬容與溫和的態度對新教與包含正教會在內的各個東方禮儀的教會伸出友誼之手。
該文件原為梵二第一期東方禮教會組提出的《東方禮教會合一》草案與神學組的《教會》草案中的大公主義一章，還有基督徒合一組的同一主題的草案再度協調組成的單單討論大公主義的文件。這份由基督徒合一組主筆的《大公主義》草案在第二期會議中被再度提出討論，最後在移走了討論猶太教與其他非基督信仰的第四章，以及討論宗教自由的第五章後，完成了前三章的逐項討論作業。最終在第三會期於1964年11月20日完成了表決程序，並於11月21日由教宗保祿六世公布。被移走的後兩章之後也於後來的會期中被提出討論，最後分別以《教會對非基督宗教態度》宣言，以及《信仰自由》宣言的稱呼發布。

## 簡介
該文件可分為開頭的緒言，以及中間三章，分別討論天主教對於大公主義的觀點，大公主義的實行方式，以及介紹東方禮教會和宗教改革後誕生的基督新教。最後再以呼籲天主教的成員們積極修復與這些分裂的基督信仰團體的關係作結。
緒言簡單的介紹了基督教分裂的現實，以及近代積極修復各個基督信仰團體間裂痕的大公主義活動，並且說明該文件的目的就是為了天主教的成員們提供一個關於大公主義的指引。

### 〈論大公主義的公教原則〉
該章的開頭首先從基督信仰的角度出發，說明了教會是如何在被給予成員互愛的責任下建立的。並且說明天主教所相信的的教宗制度對於教會合一的意義。
第一章序言後的第一節則討論天主教看待這些分離的各基督信仰團體，並下結論說天主教會應當以兄弟相待，並說明大公主義就是為了彌補這些分離團體中的對立與矛盾而誕生的。最後則再度強調天主教相信自身是真正由耶穌建立的教會的基本立場，表示天主教對於大公會議的參與的基礎。
第二節則是著重在介紹大公主義的性質，並鼓勵天主教的成員積極參與合一運動。
另外並承認天主教內有不少人的行為不符合教會的要求，並因此遭致其他基督信仰團體的批判。藉此反省之虞也鼓勵信徒們積極的改善自身的行為。另一方面則承認其他基督信仰團體亦有其優點，值得天主教徒們參考。該節最後又再度強調教會分裂的不良結果，並建議各地主教該積極參與大公運動。

### 〈論大公主義的實施〉
在介紹天主教立場出發的大公主義原則後，第二章則是開始討論大公主義的實行。
首先是教會的改革，改善天主教會有所欠缺之處，同時也要從內心開始改變態度，並向分離的各教會團體為以前的行為表示歉意，以此彌補裂痕。此外也可以舉辦跨教會的祈禱活動，以及各教派間的研討會以相互認識，以合乎現實的方式認識其他團體，並以大公精神而非爭執為目的來研究神學，並且應該以明確的態度表示天主教的信仰，以減少誤會。
最後該章節建議可以與其他基督信仰團體在公益活動上的合作。

### 〈與羅馬宗座分離的教會及教會團體〉
本章節分別介紹兩次大分裂而離去的團體，東方禮儀各教會以及基督新教。並簡述在大公主義下與之互動的方針。

#### 東方教會
首先，該文獻以歷史現實介紹東方各教會在教會歷史上的特色與貢獻，比如由宗徒建立的宗主教管理的地方教會，或是許多天主教也遵奉的傳統都與東方教會息息相關的事實。並感嘆因為對於傳統的解度之差異，以及雙方缺乏互信與互愛而導致了分裂。
文獻同時也介紹東方教會的禮儀特色，並承認東方教會禮儀中一些聖事的有效性，而贊成在特定情況下共同舉行儀式的可行性。同時也以來自東方禮儀教會的隱修傳統為例，說明東方在靈修傳統上的傑出。為此表示對於保留東方教會傳統的重要性。此外，各東方教會因地制宜而保持的各種規範，也應當給予重視並視為整個教會的一部份保留下來。而在上述各個外顯的傳統之外，東方教會異於拉丁禮天主教會的神學解讀，由於其根源也是聖經與東方教父甚至是宗徒們，因此不該視為與拉丁傳統衝突，而是相輔相成。文獻也提到了東儀天主教會這一現實的例子證實東方教會在保留上述傳統下也能與整個天主教會共融。
最後對於東方禮儀的教會，梵二大公會議呼籲鑒於東方教會在禮儀、靈修、規範和神學等傳統上既不與天主教衝突，那麼就不該為了雙方的交流增加更多的負擔，應該為了能拆除東西之間的牆而努力。

#### 西方的分離教會及教會團體
文獻簡單了介紹宗教改革時代的教會分裂情況，並且表示對於大公活動所能帶來的和好的期待。在此同時梵二會議也承認因種種原因導致的各教會間的分歧。對此梵二會議則列舉了幾樣雙方共同的基礎，如對耶穌的信仰，對聖經的尊崇。至於聖事方面則提及雙方都因為聖洗聖事而重生，雖然其他聖事在天主教看來因為缺少接受聖秩聖事的神職人員而不完整，但是由於前述的共同點，因此對於這些的交談抱持樂觀態度。而對於各基督新教的信仰生活，雖然有部分與天主教的觀點不同，但是由於雙方都是遵守聖經的教誨，故也能從福音為相互交流的基礎。

### 〈結論〉
最後梵二會議提醒天主教的成員們對於合一不該躁進，而是在保持天主教的傳承下，穩定的達成這些合一。並表達了對此合一的開放與期盼。

## 背景
歷史上基督宗教歷經幾次大型的分裂，如11世紀時的東西教會大分裂，以及16世紀開始的宗教改革潮而導致的基督新教之叢立。對於各教派間的齟齬的擔憂，在20世紀初亦有基督宗教人士發起了普世合一運動，而天主教則將之稱為大公主義。
在歷史上天主教曾有兩次與包括東正教在內的各個東方教會和談的契機，分別是1274年的第二次里昂大公會議和1431年到1445年的佛羅倫斯大公會議也因此產生了東儀天主教此一保留各東方傳統的天主教團體。
而在梵蒂岡第二屆大公會議籌備過程中，教宗若望二十三世也成立了基督徒合一促進秘書處，由奧斯定·貝亞樞機擔任首任秘書長。此一小組除了擔任大會前的籌畫團隊中的重要成員外。在大公會議期間也擔任了以神學專家腳色提供草案的腳色。此外若望二十三世也邀請了東正教與基督新教團體擔任大公會議的觀察員。

## 影響
此一文件標誌著天主教對於合一運動的正式參與，在梵二結束後，基督徒合一促進秘書處於1967年發布了關於實行《大公主義》法令的指南。提出了關於各教區設立專為此項目的委員會，何種情況可承認非天主教基督徒所受的洗禮，舉辦合一活動的建言，並且分析東正教與新教的聖事的有效性。此後在1970年與1993年則又各有相關的指南發布。
1995年教宗若望保祿二世亦發布了《願他們合而為一》通諭，為天主教在大公主義上的行事做出廣泛的說明與敘述，並分析了《大公主義》法令。
2014年《大公主義》法令發布滿50年之際，基督徒合一促進秘書處舉辦了一系列的跨教派研討會作為對於此一文獻的紀念。

## 外部連結
- 《大公主義 （页面存档备份，存于）》法令，由台灣主教團秘書處翻譯為中文